# Regeringen Holstein-Holsteinborg
Regeringen Holstein-Holsteinborg var Danmarks regering 28. maj 1870 – 14. juli 1874.
Ændringer: 25. marts 1872, 26. juni 1872, 23. december 1872, 21. maj 1873, 20. juni 1874
Den bestod af følgende ministre:
- Konseilspræsident: L.H.C.H. Holstein
- Udenrigsminister: O.D. Rosenørn-Lehn
- Finansminister:

C.E. Fenger til 25. marts 1872 (Holstein vikarierede til 1. juli 1872), derefter
A.F. Krieger til 20. juni 1874
- Indenrigsminister: C.A. Fonnesbech
- Justitsminister:

A.F. Krieger til 26. juni 1872, derefter
C.S. Klein
- Minister for Kirke- og Undervisningsvæsenet: C.C. Hall
- Krigsminister:

W. Haffner til 23. december 1872, derefter
C.A.F. Thomsen
- Marineminister:

W. Haffner til 23. december 1872, derefter
C.A.F. Thomsen til 21. maj 1873, derefter
N.F. Ravn